# Pere Ros i Vilanova
Pere Ros i Vilanova (Barcelona, 1954), és un músic i intèrpret català de viola de gamba. És considerat un dels grans intèrprets de música antiga de la seva generació.
Es va formar a l'Escolania de Montserrat (1964-1968), estudià contrabaix al Conservatori municipal de Barcelona amb Ferran Sala i Filosofia i Lletres a la Universitat Autònoma de Barcelona. Va completar la seva formació a la Schola Cantorum de Basilea (Suïssa) on obtingué el diploma en viola de gamba el 1980. Hi va exercir com a concertista i com a docent a la Musikhochschule de Karlsruhe (1985-1996) i al Conservatori d'Hamburg (1982-1988). És actualment professor del Conservatori de Madrid. És membre fundador del quintet de violes Banchetto musicale i ha tocat amb algunes de les formacions de música antiga més prestigioses del món, Ha acompanyat músics com Victòria dels Àngels, Teresa Berganza, Kurt Widmer, Hans-Martin Linde, Wieland Kuijken o Christopher Hogwood. Els seus recitals l'han dut a bona part d'Europa i a l'Amèrica Llatina.
El 1976 va rebre el «Premi al mèrit a la vocació». Va ser membre dels jurats de l'Internationaler Bach-Abel-Wettbewerb für Viola da Gamba de Köthen (Alemanya, 1997, 2000, 2006 i 2012) i del Concurs de música de cambra Montserrat Alavedra a Terrassa (1996 i 1998).
| «                              | Com a solista de viola da gamba, instrument noble durant tres segles, conrea un ric repertori amb l'ajuda d'uns instruments esdevinguts joies amb el pas del temps, d'unes fonts històriques inesgotables i d'un notable bagatge tècnic, basat en la intuïció i l'estudi. | » |
| — El Periódico de Aragon, 2010 | |   |

## Discografia com a solista
- Viola da Gamba Solo Anonyme Choralsätze und Werke des 17. und 18. Jahrhunderts (1990), solista Pere Ros[9]
- Sieur de Sainte-Colombe: Piezas para Viola da Gamba Sola. Piezas para Dos Violas da Gamba (2003) Solistes: Pere Ros, Itzíar Atutxa, Arsis Aclas 4183
- Mestres de capella de la Col·legiata de Xàtiva (1654-1723). Pere Ros, viola da gamba, Capella Saetabis, Rodrigo Madrid, director[10]